# The Woman Haters (film 1912)
The Woman Haters è un cortometraggio muto del 1912 diretto da Hal Reid.

## Produzione
Il film fu prodotto dalla Vitagraph Company of America.

## Distribuzione
Distribuito dalla General Film Company, il film - un cortometraggio in una bobina - uscì nelle sale cinematografiche statunitensi il 24 aprile 1912.